# Lo Codó (Durro)
Lo Codó o el Codó és una muntanya de 1.825,6 metres que es troba al municipi de la Vall de Boí, a la comarca de l'Alta Ribagorça. Era termenal entre els antics municipis de Barruera i Durro.
És al sector nord-occidental del terme, al sud-est de Cardet, En el seu cim, que forma una plana anomenada la Plana del Rei, hi ha instal·lades les antenes repetidores de telecomunicacions que abasteixen la Vall de Boí.